# Liste der Fornminnen in Häggdånger

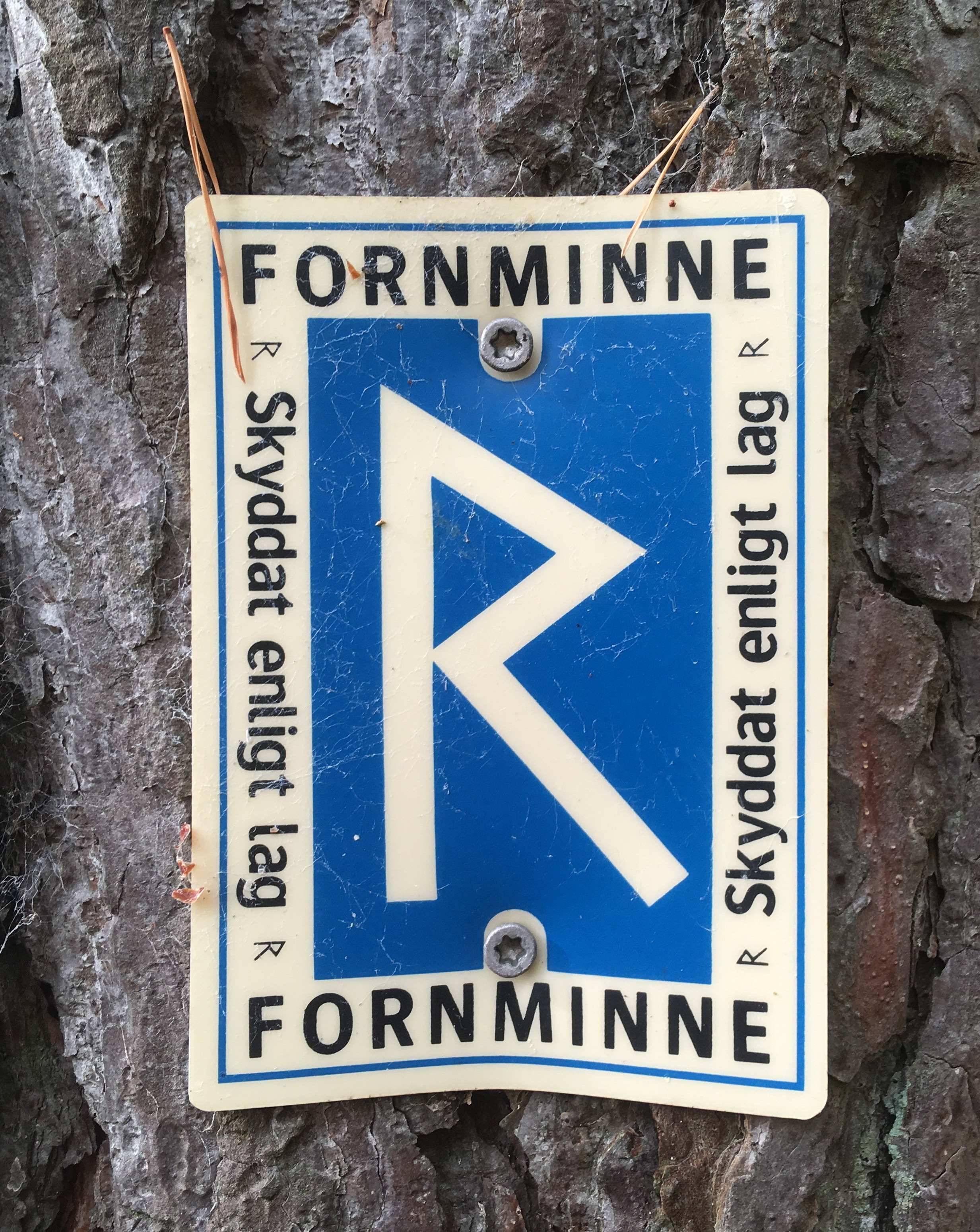
Zeichen für „Fornminnen“ in Schweden

Diese Liste der Fornminnen in Häggdånger zeigt die „Alten/antiken Denkmale“ (schwedisch fornminnen) im ehemaligen Socken Häggdånger in der heutigen Gemeinde Härnösand der schwedischen Provinz Västernorrlands län, sie ist eine Teilliste der „Liste der Fornminnen in Västernorrland“. Die Aufteilung basiert auf der historischen Zuordnung der Gebiete in Socken (siehe auch) und der Einteilung des Zentralamts für Denkmalpflege Riksantikvarieämbetet (RAÄ). Es werden die Fornminnen aufgeführt, die auf dem Suchdienst „Fornsök“ registriert sind, welcher weitere Informationen zu den bekannten kulturhistorischen Überresten in Schweden enthält.

## Begriffserklärung
Fornminnen (schwedisch für alte/antike Denkmale oder archäologische Funde) sind in Schweden alte Objekte und archäologische Funde (Fornlämningar), welche die Überreste menschlicher Aktivitäten in der Vergangenheit bezeichnen, die durch frühere Nutzung entstanden sind und dauerhaft aufgegeben wurden. Dabei gilt für Fornminnen, die vor 1850 entstanden sind, dass sie automatisch durch das Gesetz geschützt sind. Aber auch jüngere Überreste können zu Bodendenkmalen erklärt werden, wenn sie sich an ihrem ursprünglichen Standort befinden und weitgehend erdgebunden sind. Als Fornminnen zählen u. a. Siedlungen und Siedlungsreste aus prähistorischer Zeit, Gräber und Grabstätten, Burgruinen, Ruinen von Klöstern, Kirchen und Schlössern, Steine und Felsen mit Inschriften und Bildern (z. B. Runensteine und Petroglyphen), insofern sie nicht schon als Einzeldenkmal unter Byggnadsminnen (schwedisch für Baudenkmale) oder kyrkliga Kulturminnen (schwedisch für kirchliches Kulturgut) ausgewiesen sind.

## Legende
| ID           | = | ID.Nr. des Denkmalregisters (Fornsök) im schwedische Amt für nationales Kulturerbe (Riksantikvarieämbetet (RAÄ)) |
| Lage         | = | Koordinatenangabe des Standorts                                                                                  |
| Bezeichnung  | = | Bezeichnung des Denkmalobjekts (auch RAÄ-Nr.)                                                                    |
| Beschreibung | = | Name (Denkmaltyp/Dokumentenverweis im Arkivsök) sowie eine kurze Beschreibung des Objekts                        |
| Bild         | = | Bild des Objekts sowie Verweis auf weitere Bilder                                                                |

## Liste Fornminnen Häggdånger
| ID             | Lage    | Bezeichnung (RAÄ-Nr.) | Beschreibung | Bild           |
| -------------- | ------- | --------------------- | --- | -------------- |
| 10246900010001 | (Karte) | Häggdånger 1:1        | Häggdånger 1:1 (Hügelgrab / L1936:8946) Beschreibung ergänzen | Weitere Bilder |
| 10246900010002 | (Karte) | Häggdånger 1:2        | Häggdånger 1:2 (Steinsetzung / L1936:8337) Beschreibung ergänzen | Weitere Bilder |
| 10246900010003 | (Karte) | Häggdånger 1:3        | Häggdånger 1:3 (Steinsetzung / L1936:8947) Beschreibung ergänzen | Weitere Bilder |
| 10246900010004 | (Karte) | Häggdånger 1:4        | Häggdånger 1:4 (Steinsetzung / L1936:8890) Beschreibung ergänzen | Weitere Bilder |
| 10246900020001 | (Karte) | Häggdånger 2:1        | Häggdånger 2:1 (Hügelgrab / L1936:8322) Beschreibung ergänzen | Weitere Bilder |
| 10246900020002 | (Karte) | Häggdånger 2:2        | Häggdånger 2:2 (Hügelgrab / L1936:9489) Beschreibung ergänzen | Weitere Bilder |
| 10246900020003 | (Karte) | Häggdånger 2:3        | Häggdånger 2:3 (Hügelgrab / L1936:8964) Beschreibung ergänzen | Weitere Bilder |
| 10246900020004 | (Karte) | Häggdånger 2:4        | Häggdånger 2:4 (Steinsetzung / L1936:8323) Beschreibung ergänzen | Weitere Bilder |
| 10246900030001 | (Karte) | Häggdånger 3:1        | Häggdånger 3:1 (Gräberfeld / L1936:8878) etwa 70 x 20 m großes Gräberfeld am Nordhang eines bewaldeten Hügels südlich der Ortschaft By, etwa 2 km nördlich Häggdånger; bestehend aus 5 Grabhügel mit 5-9 m Durchmesser. | Weitere Bilder |
| 10246900040001 | (Karte) | Häggdånger 4:1        | Häggdånger 4:1 (Hügelgrab / L1936:8950) Beschreibung ergänzen | Weitere Bilder |
| 10246900040002 | (Karte) | Häggdånger 4:2        | Häggdånger 4:2 (Hügelgrab / L1936:8342) Beschreibung ergänzen | Weitere Bilder |
| 10246900050001 | (Karte) | Häggdånger 5:1        | Häggdånger 5:1 (Steinsetzung / L1936:8545) Beschreibung ergänzen | Weitere Bilder |
| 10246900050002 | (Karte) | Häggdånger 5:2        | Häggdånger 5:2 (Steinsetzung / L1936:8546) Beschreibung ergänzen | Weitere Bilder |
| 10246900110001 | (Karte) | Häggdånger 11:1       | Häggdånger 11:1 (Steinhügelgrab / L1936:9375) langgestrecktes Hügelgrab (etwa 15 x 7 m) tw. von Moos bewachsen am Ostufer eines kleinen Sees Knivsjön, befindet sich etwa 1,8 km nordöstlich des Küstenorts Byviken am Nordhang eines Hügels. | Weitere Bilder |
| 10246900120001 | (Karte) | Häggdånger 12:1       | Häggdånger 12:1 (Steinhügelgrab / L1936:9280) Beschreibung ergänzen | Weitere Bilder |
| 10246900120002 | (Karte) | Häggdånger 12:2       | Häggdånger 12:2 (Steinsetzung / L1936:9346) Beschreibung ergänzen | Weitere Bilder |
| 10246900120003 | (Karte) | Häggdånger 12:3       | Häggdånger 12:3 (Steinsetzung / L1936:8687) Beschreibung ergänzen | Weitere Bilder |
| 10246900120004 | (Karte) | Häggdånger 12:4       | Häggdånger 12:4 (Steinsetzung / L1936:9347) Beschreibung ergänzen | Weitere Bilder |
| 10246900130001 | (Karte) | Häggdånger 13:1       | Häggdånger 13:1 (Steinhügelgrab / L1936:8789) Beschreibung ergänzen | Weitere Bilder |
| 10246900140001 | (Karte) | Häggdånger 14:1       | Häggdånger 14:1 (Hügelgrab / L1936:9333) Beschreibung ergänzen | Weitere Bilder |
| 10246900140004 | (Karte) | Häggdånger 14:4       | Häggdånger 14:4 (Hügelgrab / L1936:8623) Beschreibung ergänzen | Weitere Bilder |
| 10246900140005 | (Karte) | Häggdånger 14:5       | Häggdånger 14:5 (Steinsetzung / L1936:9404) Beschreibung ergänzen | Weitere Bilder |
| 10246900150001 | (Karte) | Häggdånger 15:1       | Häggdånger 15:1 (Steinhügelgrab / L1936:8715) Beschreibung ergänzen | Weitere Bilder |
| 10246900150002 | (Karte) | Häggdånger 15:2       | Häggdånger 15:2 (Steinhügelgrab / L1936:9245) Beschreibung ergänzen | Weitere Bilder |
| 10246900160001 | (Karte) | Häggdånger 16:1       | Häggdånger 16:1 (Steinhügelgrab / L1936:9317) Beschreibung ergänzen | Weitere Bilder |
| 10246900160002 | (Karte) | Häggdånger 16:2       | Häggdånger 16:2 (Steinsetzung / L1936:9316) Beschreibung ergänzen | Weitere Bilder |
| 10246900170001 | (Karte) | Häggdånger 17:1       | Häggdånger 17:1 (Steinhügelgrab / L1936:8796) Beschreibung ergänzen | Weitere Bilder |
| 10246900180001 | (Karte) | Häggdånger 18:1       | Häggdånger 18:1 (Steinlabyrinth / L1936:9337) etwa 15 x 14 m großes Steinlabyrinth auf der Insel „Svenskäret“, bestehend aus 12 Steinkreisen mit Öffnung im Nordosten, am Rand steht ein Schild mit Aufschrift: „LABYRINT“. | Weitere Bilder |
| 10246900190001 | (Karte) | Häggdånger 19:1       | Häggdånger 19:1 (Steinhügelgrab / L1936:8787) Beschreibung ergänzen | Weitere Bilder |
| 10246900190002 | (Karte) | Häggdånger 19:2       | Häggdånger 19:2 (Steinhügelgrab / L1936:8711) Beschreibung ergänzen | Weitere Bilder |
| 10246900200001 | (Karte) | Häggdånger 20:1       | Häggdånger 20:1 (Steinhügelgrab / L1936:8788) Beschreibung ergänzen | Weitere Bilder |
| 10246900220001 | (Karte) | Häggdånger 22:1       | Häggdånger 22:1 (Steinhügelgrab / L1936:8730) Beschreibung ergänzen | Weitere Bilder |
| 10246900230001 | (Karte) | Häggdånger 23:1       | Häggdånger 23:1 (Steinhügelgrab / L1936:9350) Beschreibung ergänzen | Weitere Bilder |
| 10246900230002 | (Karte) | Häggdånger 23:2       | Häggdånger 23:2 (Steinhügelgrab / L1936:9422) Beschreibung ergänzen | Weitere Bilder |
| 10246900240001 | (Karte) | Häggdånger 24:1       | Häggdånger 24:1 (Steinhügelgrab / L1936:9423) Beschreibung ergänzen | Weitere Bilder |
| 10246900260001 | (Karte) | Häggdånger 26:1       | Häggdånger 26:1 (Steinhügelgrab / L1936:9405) Beschreibung ergänzen | Weitere Bilder |
| 10246900290001 | (Karte) | Häggdånger 29:1       | Häggdånger 29:1 (Steinhügelgrab / L1936:8816) Beschreibung ergänzen | Weitere Bilder |
| 10246900300001 | (Karte) | Häggdånger 30:1       | Häggdånger 30:1 (Gräberfeld / L1936:9483) etwa 120 x 30 m großes Gräberfeld, etwa 1,5 km östlich des Küstenort Barsviken auf der Halbinsel Lerviksudden, bestehend aus 7 runden Hügelgräbern (zwischen 7 und 13 m Durchmesser) und 6 runden Steinsetzungen (zwischen 4 und 6 m Durchmesser), alle Grabhügel haben eine mittige Grube und ein kraterartiges Aussehen. | Weitere Bilder |
| 10246900310001 | (Karte) | Häggdånger 31:1       | Häggdånger 31:1 (Steinhügelgrab / L1936:9429) Beschreibung ergänzen | Weitere Bilder |
| 10246900320001 | (Karte) | Häggdånger 32:1       | Häggdånger 32:1 (Steinhügelgrab / L1936:9430) Beschreibung ergänzen | Weitere Bilder |
| 10246900820001 | (Karte) | Häggdånger 82:1       | Häggdånger 82:1 (Wohnsiedlung / L1936:9431) Fundort einer mittelalterlichen runden Wohnsiedlung (ca. 25 m Durchmesser) südlich am heutigen Grundstück „Sjö 103“, etwa 600 m nördlich des Sees Sjösjön. Bei Probegrabungen wurde 1985 eine Kohleschicht entdeckt, welche nach Analyse ungefähr auf das Jahr 1200 datiert wurde.                                       | Weitere Bilder |
| 10246900910001 | (Karte) | Häggdånger 91:1       | Häggdånger 91:1 (Steinsetzung / L1936:9356) Beschreibung ergänzen | Weitere Bilder |
| 10246900910002 | (Karte) | Häggdånger 91:2       | Häggdånger 91:2 (Steinsetzung / L1936:8785) Beschreibung ergänzen | Weitere Bilder |
| 10246901140001 | (Karte) | Häggdånger 114:1      | Häggdånger 114:1 (Gräberfeld / L1936:8717) etwa 55 x 10 m großes Gräberfeld (auch als schwedisch Högåkern bezeichnet), etwa 300 m nördlich der Ortschaft Rogsta am Südufer des Galtensee, bestehend aus 4 runden Hügelgräbern (zwischen 5 und 8 m Durchmesser) und einer runden Steinsetzung (etwa 4 m Durchmesser).                                                 | Weitere Bilder |
| 10246901240001 | (Karte) | Häggdånger 124:1      | Häggdånger 124:1 (Steinsetzung / L1935:306) Beschreibung ergänzen | Weitere Bilder |
| 10246901250001 | (Karte) | Häggdånger 125:1      | Häggdånger 125:1 (Steinhügelgrab / L1936:8485) Beschreibung ergänzen | Weitere Bilder |
| 10246901250003 | (Karte) | Häggdånger 125:3      | Häggdånger 125:3 (Steinsetzung / L1936:8413) Beschreibung ergänzen | Weitere Bilder |
| 10246901320001 | (Karte) | Häggdånger 132:1      | Häggdånger 132:1 (Ritzungen / L1936:9434) Beschreibung ergänzen | Weitere Bilder |
| 10246901400001 | (Karte) | Häggdånger 140:1      | Häggdånger 140:1 (Steinhügelgrab / L1935:88) Beschreibung ergänzen | Weitere Bilder |
| 10246901430001 | (Karte) | Häggdånger 143:1      | Häggdånger 143:1 (Steinsetzung / L1936:8956) Beschreibung ergänzen | Weitere Bilder |
| 10246901590001 | (Karte) | Häggdånger 159:1      | Häggdånger 159:1 (Steinsetzung / L1936:8896) Beschreibung ergänzen | Weitere Bilder |
| 10246901600001 | (Karte) | Häggdånger 160:1      | Häggdånger 160:1 (Ritzungen / L1936:8897) Beschreibung ergänzen | Weitere Bilder |
| 10246901630001 | (Karte) | Häggdånger 163:1      | Häggdånger 163:1 (Ritzungen / L1936:8264) Beschreibung ergänzen | Weitere Bilder |
| 10246901680001 | (Karte) | Häggdånger 168:1      | Häggdånger 168:1 (Gedenkstein / L1936:9520) als Gedenkstein registrierte Felsritzfläche (ca. 1 x 1 m) mit 3 Wasserstandzeichnungen, bestehend aus Initialen und Jahreszahl: „LA:B 1821 / JSAG:1835 / OB.1921“, befindet südlich des Küstenorts Barsviken, am Oststrand der gleichnamigen Bucht im Norden der Halbinsel Skarpudden.                                   | Weitere Bilder |
| 10246901770001 | (Karte) | Häggdånger 177:1      | Häggdånger 177:1 (Steinsetzung / L1936:9525) Beschreibung ergänzen | Weitere Bilder |
| 10246901780001 | (Karte) | Häggdånger 178:1      | Häggdånger 178:1 (Steinhügelgrab / L1936:9189) Beschreibung ergänzen | Weitere Bilder |
| 10246901790001 | (Karte) | Häggdånger 179:1      | Häggdånger 179:1 (Steinhügelgrab / L1936:9260) rundes Hügelgrab (etwa 5 m Durchmesser) mit einer mittigen Grube am Nordhang des Abfluss des Sees Knivsjön, etwa 170 m westlich des Ufers zum Södra Sundet, etwa 70 m nördlich davon befindet sich Häggdånger 180:1 (L1936:9261), einem ehemaligen Kojenhaus                                                          | Weitere Bilder |
| 10246901790001 | (Karte) | Häggdånger 180:1      | Häggdånger 180:1 (Hausfundament / L1936:9261) Reste eines historischen hölzernen Hausfundaments (etwa 5 x 4 m) eines ehemaligen Kojenhaus, etwa 200 m westlich vom Strand des Södra Sundet, etwa 70 m südlich davon befindet sich das Hügelgrab Häggdånger 179:1 (L1936:9260)                                                                                        | Weitere Bilder |